# ビッグヒストリー
ビッグヒストリーは、ビッグバンから現在までの歴史を研究する新しい学問分野。自然科学と人文科学の数々の学問分野を結合した学際的アプローチを用いて、これまでの歴史学よりも、長い時間枠・大きな文脈で人間存在を探求する。そのため、これまでの学問的知見、たとえば宇宙論、生物学、化学などの自然科学と歴史学、地理学、社会学などの人文社会学の研究を統合した歴史学となっている。オーストラリア、アメリカ合衆国、韓国、日本の大学等で公式科目化されている。ビッグヒストリー・プロジェクトは、ビル・ゲイツと歴史学者デイビッド・クリスチャンが関与する運動である。

## 提唱者
提唱者のデヴィッド・クリスチャンは、1946年、米国生まれの歴史学者で、1968年、英オックスフォード大学を卒業し、1974年、オックスフォード大学(ロシア史)で博士号を取得。1975年から2000年、豪マッコーリー大学(ロシア史)、2001年から2009年までサンディエゴ州立大学で教鞭をとる。ビッグヒストリーの授業は、オーストラリアのマッコーリー大学で1989年より開始し、その後、同授業のDVDを観て感銘を受けたマイクロソフト社創業者ビル・ゲイツから1千万ドルを提供され、同氏とともに「ビッグヒストリー・プロジェクト」を立ち上げ、世界中から注目を集めている。

## ビッグヒストリー・プロジェクト
ビル・ゲイツが巨額の私財を投じて世界の教育機関等へのオンライン講座の無償提供などを支援している。